# IDNメディア
IDNメディア（IDN Media）は、テクノロジーに焦点を置いたメディア企業で、インドネシアのミレニアル世代とZ世代向けのコンテンツを提供している。この会社は、2014年6月8日にウィンストン・ウトモとウィリアム・ウトモによって、スラバヤで設立された。
2019年、IDNメディアはeスポーツに特化したGGWP.IDと、ギークカルチャーに特化したDuniaku.comという2つのメディアを買収した。